# Родовище

Родо́вище корисних копалин — це накопичення мінеральної речовини на певній площі в земній корі, що утворилось під впливом геологічних процесів, яке якісно та кількісно задовольняє вимогам промисловості при наявному стані техніки і в наявних економіко-географічних умовах.

## Придатність до розроблення
Родовище може бути промисловим, якщо згідно із затвердженими кондиціями воно має балансові запаси, і непромисловим, якщо використання його запасів у теперішній час економічно недоцільно або технічно і технологічно неможливо.

## Родовища за походженням
У залежності від геологічних процесів, що обумовлюють накопичення мінеральної речовини в надрах, усі родовища корисних копалин розподіляють на ендогенні, екзогенні та метаморфогенні:
- Ендогенні родовища корисних копалин формуються в результаті дії внутрішньої енергії Землі і пов'язані з магматичними процесами. В процесі диференціації і кристалізації магми й утворення вивержених порід, відбувається формування різних типів магматичних родовищ корисних копалин (лікваційні, магматичні, пегматитові, карбонатові, скарнові, гідротермальні). При цьому формуються родовища і рудних і нерудних корисних копалин.

- Екзогенні родовища корисних копалин утворюються в результаті хімічної, біохімічної і механічної диференціації речовини під дією зовнішньої сонячної енергії. Серед екзогенних родовищ розрізняють: родовища вивітрювання, розсипні й осадові.

Родовища вивітрювання генетично пов'язані з формуванням кори вивітрювання. При цьому відбувається накопичення таких корисних копалин як боксити, каолініти, бурі залізняки, марганець та інші.
Розсипи утворюються при фізичному вивітрюванні і пов'язаному з ним механічному руйнуванні гірських порід, а також деяких рудних покладів. Розсипні родовища алмазів, титану, вольфраму, олова, золота, платини, танталу, ртуті та інших металів мають важливе промислове значення.
Осадові родовища формуються в результаті механічного (гравій, пісок, глина), хімічного (солі, гіпс, ангідрит, борати, лімоніт та ін.) і біохімічного (фосфорити, карбонати, кременисті породи, вугілля, горючі сланці) осадження мінералів або руд в водних басейнах. Серед них розрізняють озерні, болотні, річні, морські родовища.
- Метаморфогенні родовища корисних копалин утворюються під впливом процесів метаморфізму, обумовлених дією високої температури, великого тиску і хімічно активних речовин. Серед метаморфогенних родовищ виділяють: метаморфізовані, які утворилися в процесі метаморфізму з раніше існуючих родовищ корисних копалин, при цьому змінюється форма, склад, будова тіл корисних копалин, але промислове застосування мінеральної сировини не змінюється (із бокситів утворюються наждаки, із бурого залізняка — магнетит та інше) і метаморфічні, які можуть заново утворюватися із гірських порід, що раніше не мали промислової цінності (пісковики перетворюються в кварцити, вапняки — в мармур, вугілля — в графіт та інше).

## Родовища за видами корисних копалин
- Родовище вуглеводнів
  - Родовище нафти і газу
  - газове родовище
  - нафтове родовище
  - газогідратне родовище
  - газоконденсатне родовище
  - газоконденсатно-нафтове родовище

## Характеристики родовищ корисних копалин
- простягання (лінія, азимут)
- потужність (для пластів, лінз — товщина, для інших — геометрічні розміри)
- кут і напрямок падіння пласта або рудного тіла
- характеристики навколишніх порід
- кількість чистої руди, яку можна витягнути з відомого об'єму або ваги даної копалини (вміст руд).

## Способи розроблення родовищ
- Розроблення родовищ корисних копалин
- Відкрите розроблення родовищ
- Підземне розроблення родовищ
- Підводне розроблення родовищ
- Розроблення вугільних родовищ,
- Розроблення родовищ нафти і газу,
  - Розроблення морських родовищ нафти і газу,
  - Розроблення нафтових родовищ,
  - Розроблення газових родовищ,
  - Розроблення газоконденсатних родовищ,
- Розроблення розсипних родовищ,
- Розроблення соляних родовищ,
- системи розробки корисних копалин,
- системи розробки вугільних пластів,

## Ступінь розвіданості родовища
Ступінь розвіданості родовища — відповідність повноти, достеменності, надійності одержаних при розвідці даних про геолого-промислові параметри родовища вимогам промисловості, що висуваються при проєктуванні та будівництві гірничодобувного підприємства.